# سازاوکا
سازاوکا (به لاتین: Sázavka) یک منطقهٔ مسکونی در جمهوری چک است که در ناحیه هاولیتشکوف برود واقع شده‌است. سازاوکا ۱۱ کیلومتر مربع مساحت و ۳۲۳ نفر جمعیت دارد و ۴۹۷ متر بالاتر از سطح دریا واقع شده‌است.